# Bassaricyon beddardi
Олінго Бедарда (Bassaricyon beddardi) — вид роду Олінго родини Ракунові, невелика південноамериканська тварина. Вид названий на честь професора Франка Еверса Бедарда (англ. Frank Evers Beddard, 1858-1925), британського анатома і зоолога.

## Середовище проживання
Країни проживання: Бразилія, Гаяна, Венесуела.
Зазвичай зустрічається в непорушених вічнозелених лісах.

## Морфологія
Мала тваринка, що має сіро-коричневе тіло з довгим пухнастим хвостом (40см/40см/1.5кг). Через ті ж короткі і округлі вуха, Bassaricyon beddardi часто помилково приймають за кінкажу, який має довший і чіпкий хвіст.

## Стиль життя
Члени всього роду ведуть нічний спосіб життя, вони деревні й поодинокі. Вони їдять фрукти, нектар, безхребетних і дрібних хребетних.